# Janne Jaakkola

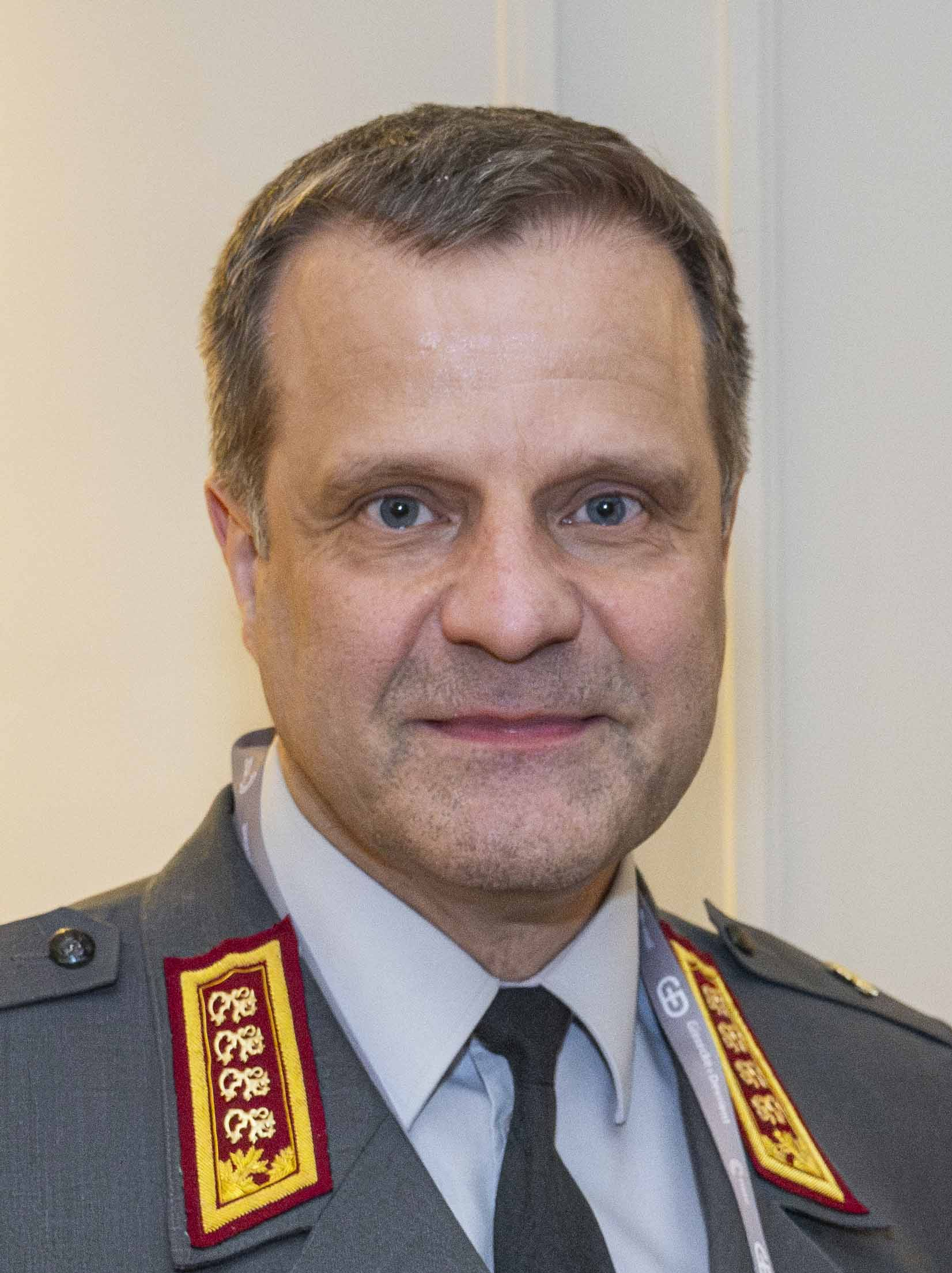
Janne Jaakkola (2025)

Janne Alpertti Jaakkola (* 17. Juli 1967 in Vehmaa) ist ein finnischer General. Er ist seit dem 1. April 2024 Oberbefehlshaber der Verteidigungskräfte Finnlands und damit Nachfolger von Timo Kivinen.

## Leben

### Werdegang
Beförderungen
- Leutnant (1990)
- Oberleutnant (1991)
- Hauptmann (1994)
- Major (2000)
- Oberstleutnant (2007)
- Oberst (2014)
- Brigadegeneral (2017)
- Generalmajor (2021)
- Generalleutnant (2023)
- General (2024)

Nach dem Schulabschluss besuchte Jaakola von 1987 bis 1990 die finnische Militärakademie. In den nächsten Jahren durchlief er verschiedene Stationen bei den Streitkräften. Ab 2018 war er auf verschiedenen Posten innerhalb des Generalstabs tätig.
Am 1. April 2024 wurde er, als Nachfolger von Timo Kivinen, zum militärischen Befehlshaber der finnischen Streitkräfte ernannt und zum General befördert.

### Privates
Der General ist verheiratet und hat ein Kind. Neben seiner Muttersprache spricht er Englisch und Schwedisch. Er treibt gerne Sport. Im Nebenerwerb führt er den Bauernhof seiner Familie weiter.

## Ehrungen
- Ritter 1. Klasse des Ordens des Löwen von Finnland
- 3. Klasse des Ordens des Freiheitskreuzes
- Kommandeur des Ordens der Weißen Rose